# Salix xiaoguangshanica
Salix xiaoguangshanica là một loài thực vật có hoa trong họ Liễu. Loài này được Y.L. Chou & N. Chao miêu tả khoa học đầu tiên năm 1980.